# Serguei Rondon
Serguei Rondon Pedroso (ur. 28 października 1979) – kubański zapaśnik w stylu wolnym. Olimpijczyk z Aten 2004, gdzie zajął 9 miejsce w wadze do 66 kg. Czwarty zawodnik Mistrzostw Świata w 2003 roku. Zwycięzca Igrzysk i Mistrzostw Panamerykańskich w 2003 roku. Złoty medal na Igrzyskach Ameryki Środkowej i Karaibów w 2006. Czwarty w Pucharze Świata w 2005 roku.